# Ramón Bucetta
Ramón Bucetta, teils auch als Ramón Bucceta geführt, (* 13. September 1894) war ein uruguayischer Fußballspieler.

## Verein
Abwehrspieler Bucetta gehörte von 1921 bis 1922 dem Kader von Peñarol Montevideo an. Dort wurde er 1921 wurde er mit seinem Verein Uruguayischer Meister in der Primera División. Von 1924 bis 1929 stand er beim Erzrivalen Nacional Montevideo unter Vertrag. 1924 feierte er dabei den Gewinn seines zweiten Landesmeistertitels.

## Nationalmannschaft
Bucetta spielte für die uruguayische A-Nationalmannschaft. Er nahm mit dieser an der Südamerikameisterschaft 1924 (ein Einsatz), 1927 (ein Einsatz) und 1929 (ein Einsatz) teil. 1924 gewann sein Heimatland den Titel, 1927 belegte Uruguay den zweiten Platz. Im August bzw. September des Jahres 1928 kam er jeweils beim Copa Newton bzw. Copa Lipton zum Einsatz. Insgesamt absolvierte er von seinem Debüt am 19. Oktober 1924 bis zu seinem letzten Spiel für die Celeste am 1. November 1929 fünf Länderspiele. Ein Tor erzielte er nicht.

## Erfolge
- Südamerikameister 1924
- Vize-Südamerikameister 1927
- Uruguayischer Meister (1921, 1924)